# Get Back (Dokumentarfilm)
Get Back (deutscher Untertitel: Liverpool: Von den Beatles bis heute, englischer Untertitel: The Story of the City that Rocked the World) ist ein britischer Dokumentarfilm von Roger Appleton aus dem Jahr 2016. Er behandelt die Musikszene von Liverpool von den Anfängen bis zur Gegenwart.

## Handlung
Der Film handelt von der Musikszene in Liverpool, die größer und länger sei als der Erfolg der Beatles, der wohl bekanntesten Band aus Liverpool. Er beginnt chronologisch bei der Jazz-Szene der 1940er/1950er Jahre, geht weiter zum Skiffle, in dem auch Ringo Starr seine ersten Erfolge verzeichnet. Anschließend zeichnet er die Entwicklung zum Rock ’n’ Roll, dem Rhythm and Blues und zum Merseybeat. Es folgt die Country-Musik, die von US-amerikanischen Soldaten nach Liverpool gebracht wurde. Im Anschluss kommt es zu einem Zeitsprung hin zum Punk und New Wave. In den 1980ern kommt es zum Acid House, bis die Dokumentation mit Bands wie The Christians und The Farm endet. Weitere Bands und Künstler, die vorgestellt werden sind unter anderem Rory Storm & the Hurricanes, Billy Fury, Echo & the Bunnymen, The Teardrop Explodes, Frankie Goes to Hollywood, The Wombats und The Zutons.
Dabei kommen Zeitzeugen zu Wort, unter anderem auch die Ex-Beatles Paul McCartney und Pete Best, Ian McCulloch von Echo and the Bunnymen sowie die ehemaligen Clubbetreiber vom Cavern Club. Ergänzt wird die Dokumentation um Archivaufnahmen und Ausschnitte aus Musikvideos der vorgestellten Bands.

## Hintergrund
Produziert wurde der Film von Brightmoon Media.

## Veröffentlichung
Der Film wurde im Vereinigten Königreich über Bulldog Film Distribution am 9. September 2016 auf DVD veröffentlicht. Eine deutsche DVD-Fassung erschien 2019 über Lighthouse Home Entertainment.

## Kritiken
In Joyzine schrieb Paul Maps, der Film zeige „uns, dass die Liverpooler Musikszene mehr zu bieten hat als Mop Tops und Merseybeat, und gibt einen guten Überblick über einige der unbesungenen Helden der Stadt.  Dieser Dokumentarfilm ist eher ein Ausgangspunkt als ein endgültiges Werk, aber er ist ein idealer Ausgangspunkt für alle, die eine Liverpooler Musikszene jenseits der Touristenpfade entdecken wollen.“